# Національний університет театру і кіно «І. Караджале»
Національний університет театру і кіно «І. Караджале»  (рум. Universităţii Naţionale de Artă Teatrală şi Cinematografică" I.L. Caragiale ") — державний вищий навчальний заклад в столиці Румунії — Бухаресті, один з найпопулярніших університетів Румунії, який готує фахівців театрального і кіномистецтва.

## Історія
Перший театральний факультет в Румунії почав свою діяльність в 1834 при філармонічній школі. Факультет режисури був відкритий в 1948 при Румунському художньому інституті (1948-1950) і став центром вищої освіти в галузі мистецтва Румунії.
У 1950 були засновані Інститут кіно і Театральний інститут ім. І. Л. Караджале (названого на честь класика румунської драматургії Іона Луки Караджале).
У 1954 два навчальних заклади були об'єднані в Інститут театру і кіно "І. Караджале "(IATC). Інститут під цією назвою функціонував до 1990, після чого став Академією Театру і Кіно (АТФ).
У 1998 Академія театру і кіно реорганізовано в Університет театру і кіно "І. Караджале "(УАТК).
З 2001 Національний університет театру і кіно "І. Караджале "(UNATC).

## Структура
У складі університету два факультети:
- Театральний
- Кінематографічний

Здійснюється підготовка фахівців за 10 напрямками в рамках першого циклу навчання (3 роки), за 16 спеціальностями в рамках другого циклу навчання (майстер-класи — 2 роки) і докторської програми, в широкому діапазоні дисциплін: від акторської майстерності і педагогіки мистецтва театру і кіно, театральної та кіносценографії, хореографії, лялькового театру і маріонеток, до вивчення мистецтва театру, управління культурним розвитком, фотомистецтва, мультимедіа, монтажу, звукорежисури, дизайну, драматургії, аудіовізуальної комунікації і багато іншого.